# La Valse (Camille Claudel)
La Valse  est une des sculptures majeures de la sculptrice Camille Claudel (1864-1943), réalisée entre 1883 et 1901 et éditée en 1905 en plusieurs exemplaires en plâtre, en grès flammé, mais aussi en bronze exposés entre autres au musée Rodin. Cette œuvre autobiographique traite le sujet personnel du « point de rupture de son amour et de sa folle passion pour son maître et amant Auguste Rodin »[réf. nécessaire].

## Histoire

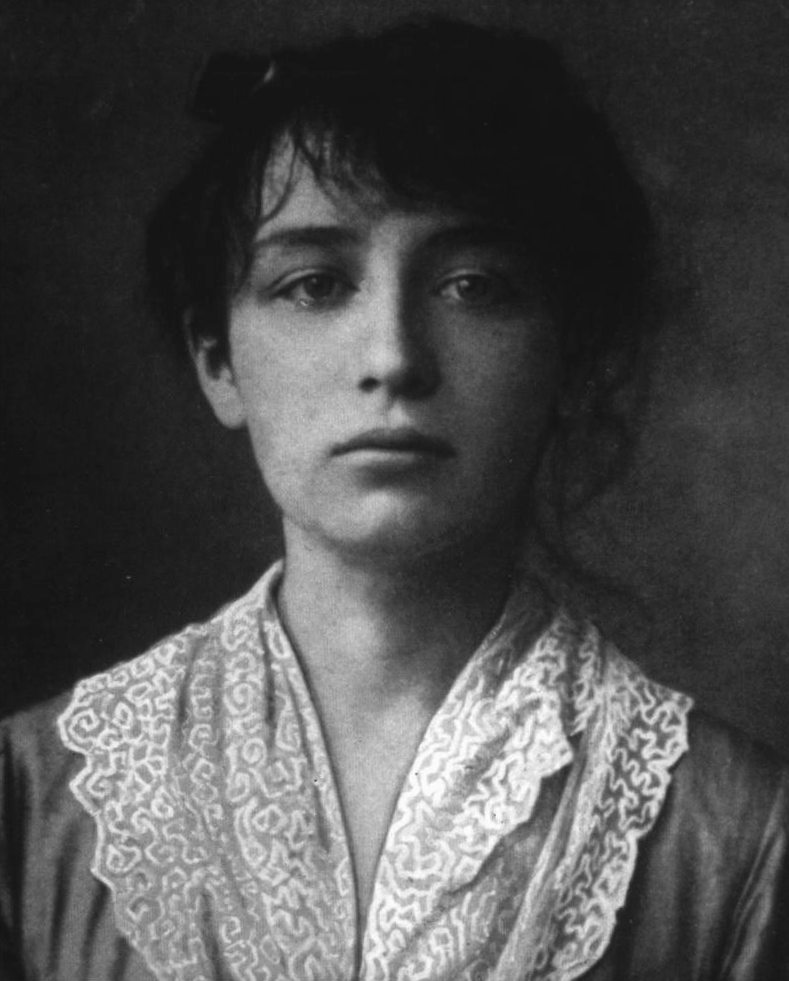
Camille Claudel.

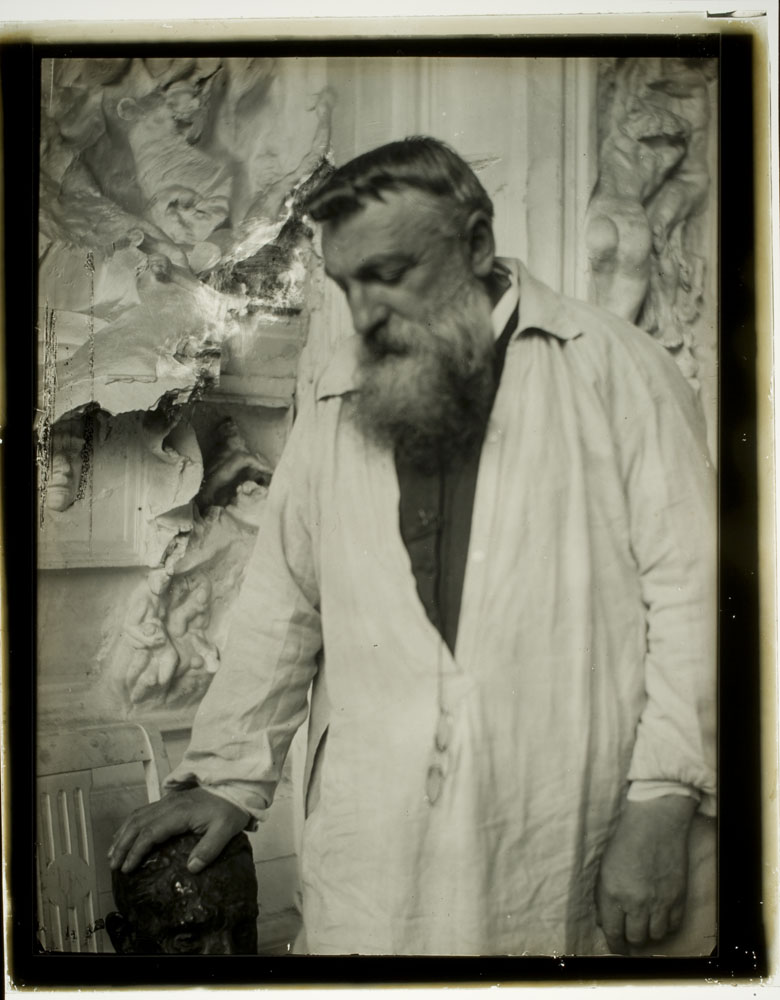
Auguste Rodin, 1905.

En 1883, la jeune talentueuse sculptrice Camille Claudel, âgée de 19 ans, devient l'élève et la muse du sculpteur Auguste Rodin. Elle partage son atelier, participe activement à de nombreuses œuvres du maître et entretient avec lui une relation artistique et amoureuse passionnée et tumultueuse durant une quinzaine d'années.
En 1889, elle est en rupture avec Rodin qui veut la quitter (elle le quitte en 1898). Elle se rapproche de l’Art nouveau alors en vogue, en réalisant cette sculpture en plusieurs versions dans leur atelier commun « la folie Payen » (château parisien délabré du XIIIe siècle du boulevard d'Italie).

## Description
L'œuvre d'origine en plâtre représente un couple de danseurs de valse nus, amoureusement et érotiquement enlacés dans leur passion, entraînés par leur élan dans un tourbillon représenté par le mouvement du drapé, la danseuse est suspendue à son cavalier, à la limite du point de rupture de son équilibre. La passion anime cette valse.

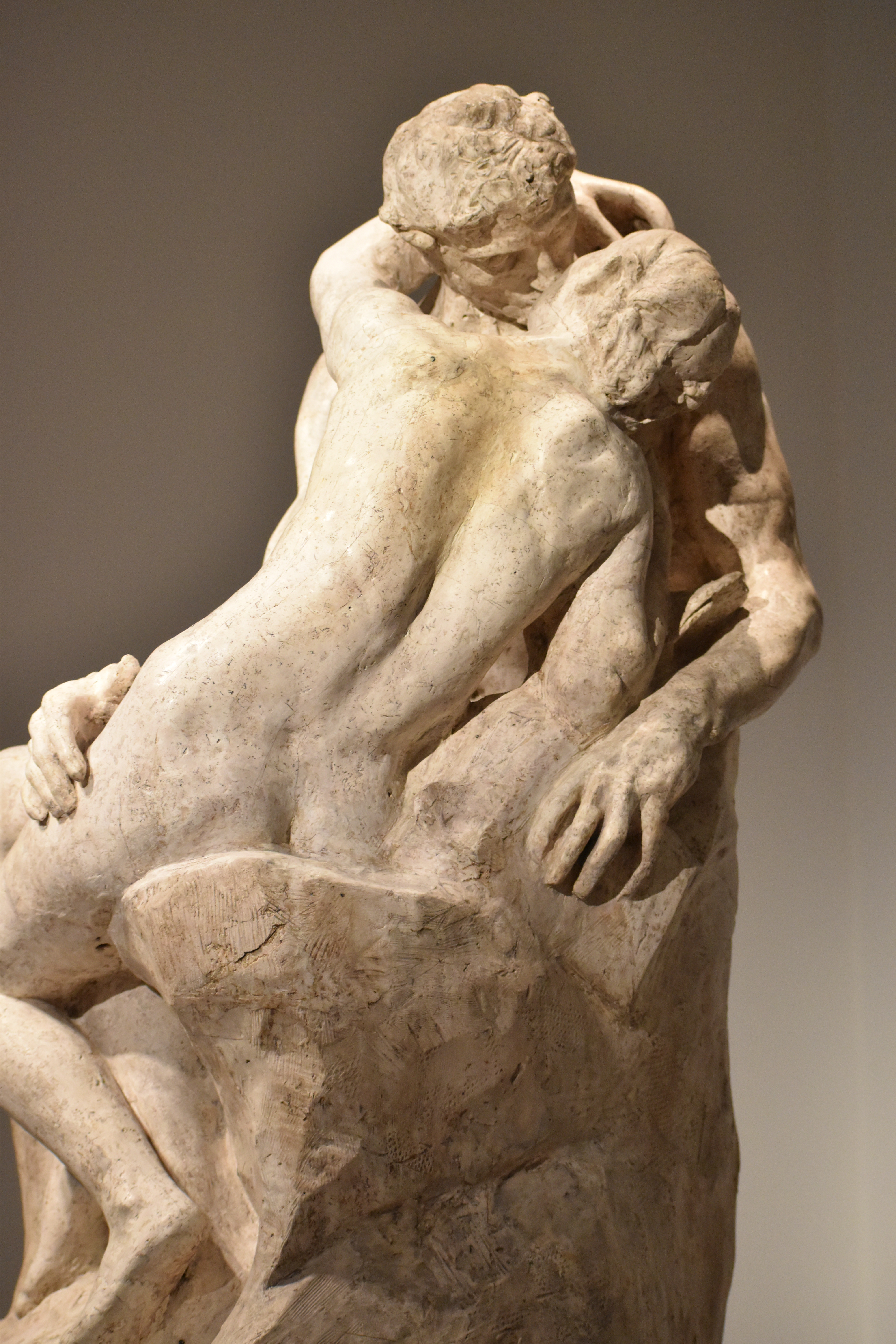
Détail du Baiser de Rodin.

Certains historiens de l'art considèrent la valse comme une sculpture faisant écho à l'oeuvre d'Auguste Rodin, Le Baiser.

### Versions
À la suite de critiques jugeant son œuvre indécente, Camille drape la danseuse à mi-corps, pour une version sensuelle moins érotique. En 1893, elle expose une nouvelle version en plâtre au salon de peinture et de sculpture de la société nationale des beaux-arts.
En 1905, une version à nouveau modifiée en 1901, est éditée en de nombreux exemplaires en bronze par le fondeur et marchand d'art Eugène Blot.
Reine-Marie Paris, qui collectionne les œuvres de Camille, fait faire des reproductions de La Valse après en avoir acquis un original. Partant d'une version en bronze et en onyx, elle fait entièrement refaire en bronze une statue, plus grande.

## Critiques
En 1892 le critique d'art Armand Dayot condamne l'œuvre dans un rapport à la direction des Beaux-arts : « cette œuvre ne peut être acceptée (…). Le violent accent de réalité qui s'en dégage lui interdit, malgré son incontestable valeur, une place dans une galerie ouverte au public. Le rapprochement des sexes est rendu avec une surprenante sensualité d'expression qui exagère considérablement la nudité absolue de tous les détails humains »[réf. nécessaire]. L'écrivain Jules Renard cite à propos de l'œuvre « et ce groupe de la Valse où le couple semble vouloir se coucher et finir la danse par l'amour ».

## Ventes
La version en bronze haute de 46,7 cm avec la femme portant une jupe longue a été adjugée 1,18 million d'euros aux enchères le 11 juin 2017 à la petite nièce de Camille, Reine-Marie Paris ; elle était restée jusqu'en avril 2017 dans un placard de son premier propriétaire, Joseph Allioli, et devrait être exposée dans le musée Camille-Claudel.